# جاكي ميلز
جاكي ميلز (بالإنجليزية: Jackie Mills)‏ هو كاتب أغاني ومنتج أسطوانات أمريكي، ولد في 11 مارس 1922 في بروكلين في الولايات المتحدة، وتوفي في 22 مارس 2010.

## وصلات خارجية
- جاكي ميلز على موقع IMDb (الإنجليزية)
- جاكي ميلز على موقع ميوزك برينز (الإنجليزية)
- جاكي ميلز على موقع أول ميوزيك (الإنجليزية)
- جاكي ميلز على موقع ديسكوغز (الإنجليزية)